# Lodowiec Lamberta

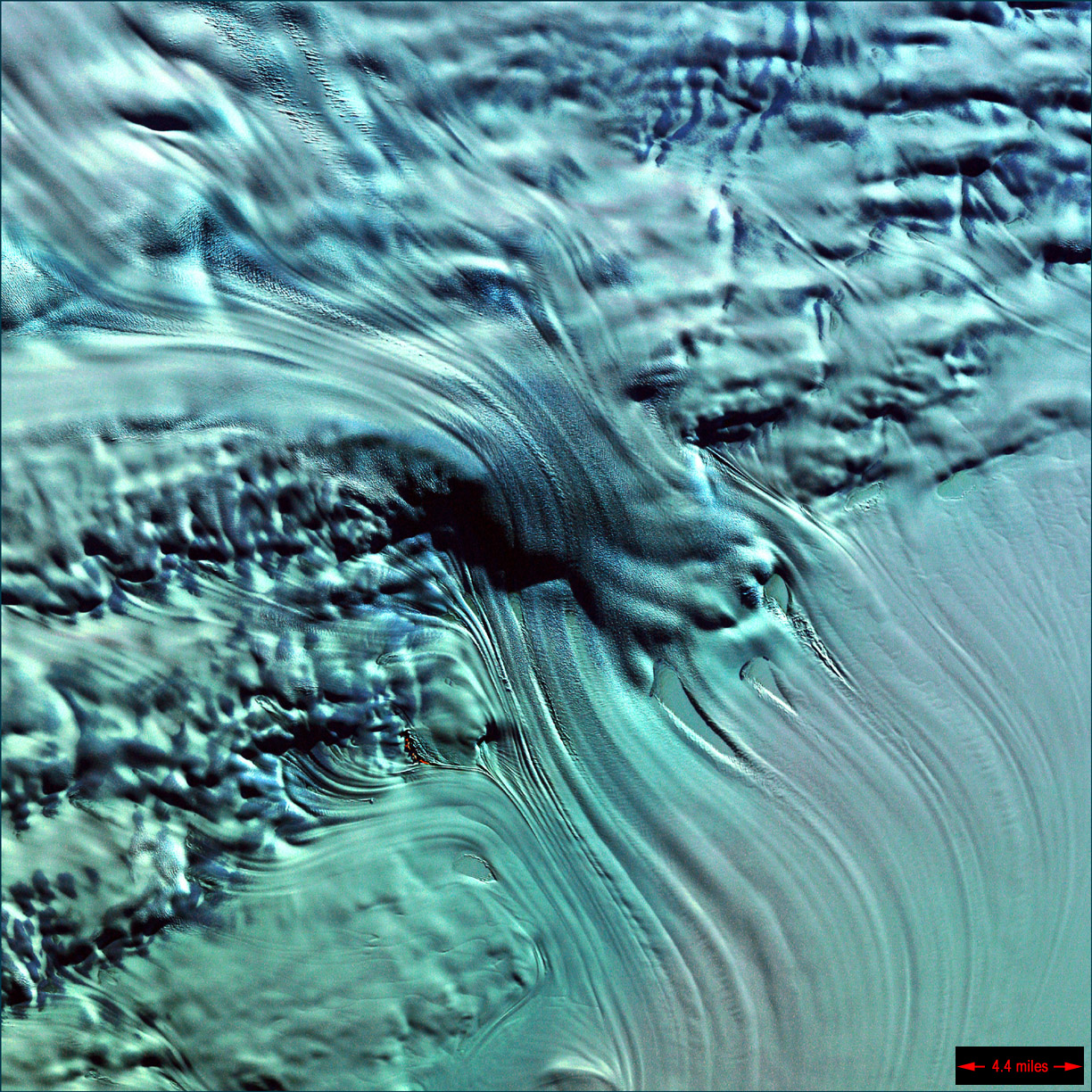
Lodospad wpadający do Lodowca Lamberta

Lodowiec Lamberta – rozległy lodowiec na Antarktydzie Wschodniej, jeden z największych lodowców na Ziemi. W miejscu styku z oceanem przechodzi w Lodowiec Szelfowy Amery’ego.

## Odkrycie i nazwa
Lodowiec ten został odkryty w 1952 roku przez amerykańskiego geografa Johna Roscoe, na zdjęciach wykonanych podczas Operacji Highjump. Został przez niego nazwany Baker Three Glacier, od oznaczenia samolotu zwiadowczego. Używaną dziś powszechnie nazwę Lodowiec Lamberta nadali mu w 1957 Australijczycy, którzy przygotowali w tym czasie mapy regionu. Patronem lodowca jest Bruce P. Lambert, dyrektor oddziału kartograficznego Departamentu Rozwoju Australii.

## Charakterystyka
Lodowiec Lamberta ma długość ponad 400 km, odprowadza w kierunku Oceanu Południowego znaczne ilości lodu z lądolodu wschodnioantarktycznego. Wpada do niego wiele mniejszych lodowców, tworząc potężną „rzekę lodu” spływającą do oceanu w szybkim tempie od 400 do 800 m na rok. W miejscu, gdzie lodowiec wkracza na głęboko wciętą w kontynent część Zatoki Prydza, rozszerza się i cienieje przechodząc w Lodowiec Szelfowy Amery’ego; tempo jego ruchu wzrasta tam do 1000–1200 m na rok. Prędkości te zostały wyznaczone dzięki pomiarom satelitarnym – interferometrii radarowej, zgadzają się one z punktowymi pomiarami przeprowadzonymi na powierzchni lodowca.
Czasza lodowa Antarktydy Wschodniej w otoczeniu Lodowca Lamberta jest obniżona na obszarze o rozmiarach 300 × 600 km. Lodowiec ten ma tak duże rozmiary i tempo spływu ze względu na swoje położenie geologiczne. Powstał on ponad dużą doliną ryftową, Ryftem Lamberta, która wcina się głęboko w kontynent i prawdopodobnie sięga na wschód od ukrytych pod lądolodem Gór Gamburcewa.
Obszar zasilania, z którego lód może spływać ku lodowcowi Lamberta (odpowiednik zlewni w hydrologii) jest ograniczony przez działy lodu (odpowiedniki działów wód) w szczytowych partiach lądolodu antarktycznego, aż po najwyższą kopułę lodową Dome A. Wliczając sam lodowiec i jego przedłużenie w postaci Lodowca Szelfowego Amery’ego, basen obejmuje ponad półtora miliona kilometrów kwadratowych lodu. Ukształtowanie basenu wpływa na układ ciśnień i kierunek wiatrów w regionie; spływające wiatry katabatyczne przez cały rok są zakrzywiane przez topografię i efekt Coriolisa, powodując wypływ najzimniejszego powietrza wzdłuż zachodniej krawędzi Lodowca Szelfowego Amery’ego. W przypadku, gdy wypływ ten zostaje stłumiony przez ośrodek wysokiego ciśnienia nad Morzem Wspólnoty, obserwowano gromadzenie się zimnego powietrza nad lodowcem i anomalnie niską temperaturę na stacji Davis.